# John Elfström
John Elfström, né le 20 avril 1902 à Ånge et mort le 27 mars 1981 à Täby, est un acteur suédois de cinéma.

## Filmographie partielle
- 1933 : Hälsingar (en) d'Ivar Johansson
- 1934 : Simon i Backabo (en) de Gustaf Edgren
- 1936 : Samvetsömma Adolf (en) de Sigurd Wallén
- 1941 : Fransson den förskräcklige (en) de Gösta Cederlund
- 1941 : Det sags pa stan (en) de Per Lindberg
- 1945 : Rosen på Tistelön (en) d'Åke Ohberg (en)
- 1950 : Medan staden sover de Lars-Eric Kjellgren
- 1951 : Elle n'a dansé qu'un seul été d'Arne Mattsson
- 1952 : Trots de Gustaf Molander
- 1954 : Une leçon d'amour d'Ingmar Bergman
- 1958 : Åsa-Nisse i kronans kläder (en) de Ragnar Frisk (en)
- 1963 : Le Songe d'Ingmar Bergman (téléfilm)